# László Batthyány-Strattmann
Ladislaus Batthyány-Strattmann, celým jménem Ladislaus Anton Johann Ludwig Batthyany-Strattmann von Nemet-Ujvar (maďarsky: Batthyány-Strattmann László, 28. října 1870, Dunakiliti – 22. ledna 1931, Vídeň) byl maďarský aristokrat a lékař. Katolická církev jej uctívá jako blahoslaveného.

## Život

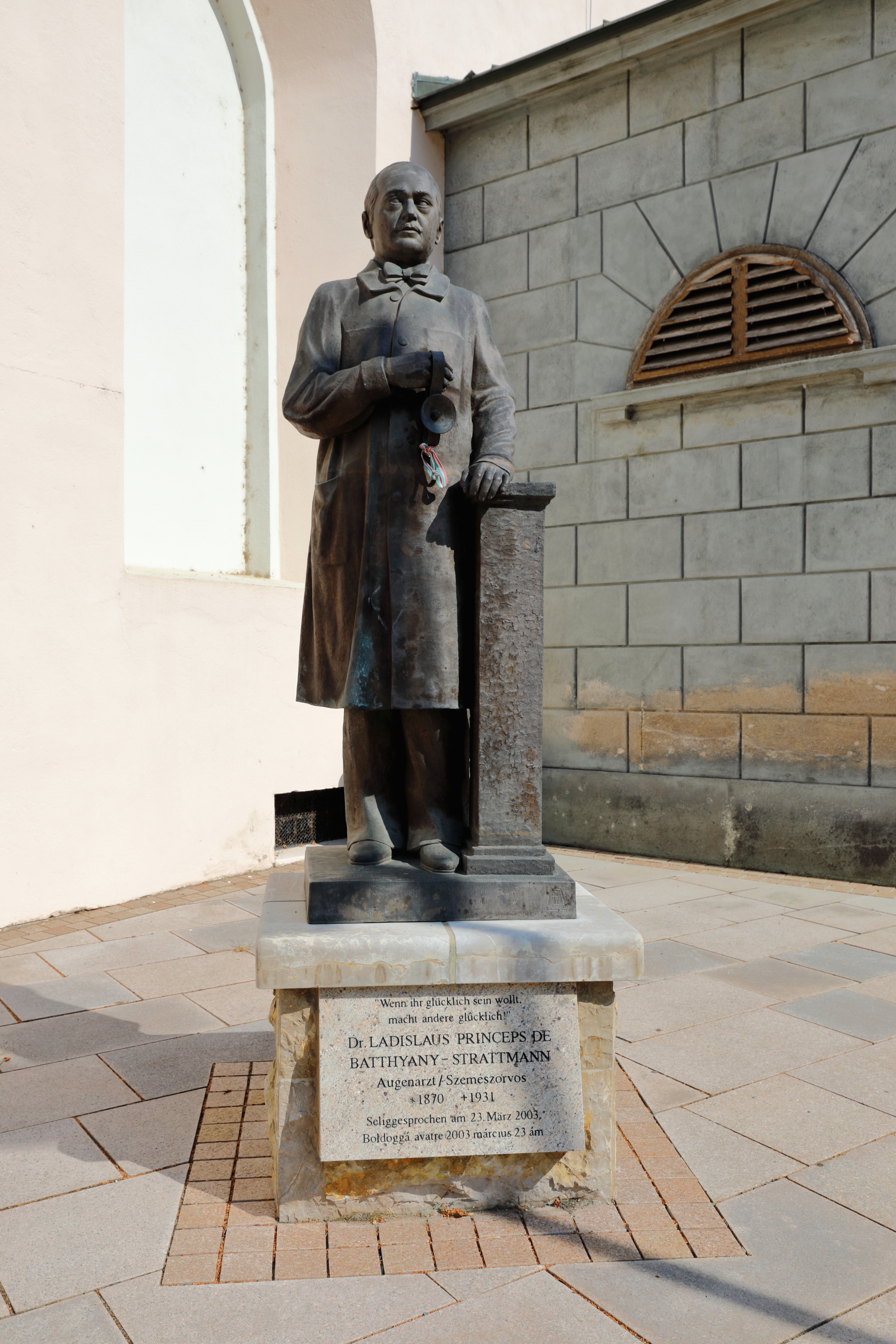
Jeho socha v Güssingu

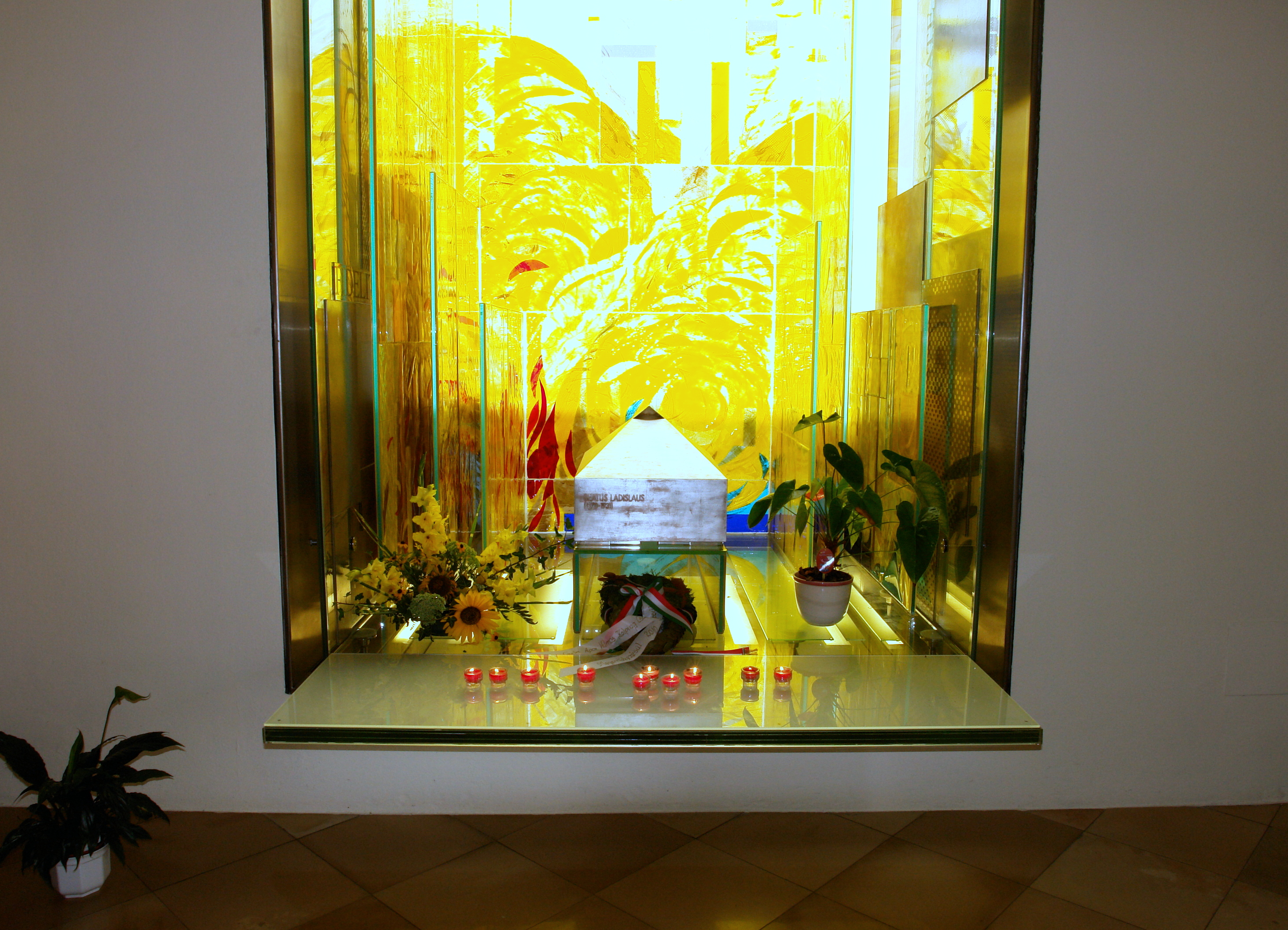
Jeho hrobka v kryptě františkánského kostela v Güssingu

Narodil se dne 28. října 1870 v Dunakiliti v Rakousko-Uhersku do starobylé šlechtické rodiny Batthyányů. jako syn hraběte Józsefa Batthyányho von Német-Ujvar (1836–1897) a jeho první manželky a sestřenice, hraběnky Ludowiky Batthyány von Német-Ujvar (1843–1882). V roce 1876 se s rodinou přestěhoval do Rakouska. Jeho dětství bylo poznamenáno skutečností, že jeho otec opustil rodinu a konvertoval k protestantismu, aby se oženil s jinou ženou. Po rozvodu 21. ledna 1879 se jeho otec oženil s hraběnkou Antonií Kornis de Gönczruszka (1835–1917). Nejprve navštěvoval gymnázium, provozované jezuity v Kalksburgu a poté studoval v Kalocse. Jeho matka zemřela, když mu bylo dvanáct let.
Další středoškolská studia absolvoval v Užhorodu. Podle závěti svého otce se připravil na péči o rozsáhlý majetek Batthyányů. Na Vídeňské univerzitě studoval zemědělství, a později i řadu dalších oborů, včetně chemie, filozofie a hudby. V roce 1896 pak zahájil studium medicíny a roku 1900 získal doktorát z medicíny. Toto období provázela i obnova jeho víry.
Setkal se s hraběnkou Marií Theresií Gräfin von Coreth zu Coredo und Starkenberg (1874–1951), věřící katoličkou, dcerou hraběte Karla Theodora von Coreth zu Coredo und Starkenberga (1837–1894) a jeho manželky Anny Bogdanovny Pankratievy (1849–1912). Vzali se ve Vídni dne 10. listopadu 1898. Pár měl třináct dětí, z nichž 3 byli chlapci a dalších 10 dívek. Jeho žena organizovala každodenní život rodiny, výchovu dětí a pomáhala manželovi v nemocnici, kde pracoval jako lékař. Velkou životní zkouškou pro něj byla smrt jeho prvorozeného syna Ödöna, který zemřel na následky pozdě diagnostikovaného zánětu slepého střeva.
Jeho otec mu daroval zámek v Kittsee v Rakousku. V roce 1902 otevřel soukromou nemocnici s dvaceti pěti lůžky, kde poté působil jako praktický lékař, a později se specializoval jako chirurg a oční lékař. Jím zřízená nemocnice byla první maďarská moderně vybavená venkovská nemocnice a stala se velmi vytíženou. Denně ošetřil 80 až 100 lidí. Mnohým lidem kteří neměli dostatečné finanční prostředky poskytoval zdravotnické služby zdarma, pročež si získal velkou popularitu. Kromě toho také chudým hradil náklady na léky. Během první světové války byla nemocnice, kterou založil, rozšířena o kapacity pro raněné vojáky.
V roce 1915 se s rodinou přestěhoval na hrad Körmend v Maďarsku, který zdědil po smrti svého příbuzného, prince Edmunda z Batthyany-Strattmanna v roce 1914. Od něj také zdědil knížecí titul. V Körmendu založil v křídle zámku další nemocnici se specializací na oční lékařství, jejíž provoz zajišťoval z vlastních prostředků. Pokračoval v praxi lékaře a stal se zde také známým tím, že bezplatně léčil chudé pacienty. Bývá proto nazýván „doktorem chudých“.
Od roku 1907 až do své smrti se každý den modlil v latině Malé hodinky k Panně Marii a večer růženec. V roce 1916 vstoupil se svou ženou do III. františkánského řádu.
Ve věku 60 let mu byla diagnostikována rakovina močového měchýře a byl přijat do sanatoria Löw ve Vídni. Po čtrnácti měsících nemoci 22. ledna 1931 ve Vídni zemřel. Jeho ostatky jsou uloženy v rodinné hrobce v kryptě františkánského kostela v Güssingu.

## Úcta
Dne 11. července 1992 jej papež sv. Jan Pavel II. podepsáním dekretu o jeho hrdinských ctnostech prohlásil za ctihodného. Dne 5. července 2002 byl uznán zázrak na jeho přímluvu, potřebný pro jeho blahořečení.
Blahořečen pak byl dne 23. března 2003 na Svatopetrském náměstí papežem sv. Janem Pavlem II.
Jeho památka je připomínána 22. ledna. Dne 23. října 2023 započal beatifikační proces také jeho manželky Marie Theresie von Coreth zu Coredo und Starkenberg.